# The Amaroc News
The Amaroc News war eine amerikanische Tageszeitung, die von 1919 bis 1923 in Koblenz erschien. Der Name der Zeitung setzt sich zusammen aus den Anfangsbuchstaben der American Army of Occupation, er wurde zum Synonym für die amerikanischen Besatzungssoldaten im Rheinland nach dem Ersten Weltkrieg. „Fast vier Jahre lang“, so Helmut Kampmann, brachte die „Zeitung frischen Journalismus amerikanischer Machart in den Koblenzer Raum.“

## Geschichte
In der amerikanischen Besatzungszone sorgten verschiedene Zeitungen für eine Versorgung der Soldaten mit Neuigkeiten und zur Zerstreuung, so z. B. im rechtsrheinischen Brückenkopf der Bridgehead Sentinel, The Indian im Bereich der 2. Division rund um Trier und die vielleicht berühmteste, die Stars and Stripes, die am 13. Juni 1919 zum letzten Mal erschien.
Bereits im März 1919 wurde ein Vertrag mit der Koblenzer Volkszeitung abgeschlossen, damit die neue Zeitung auf deren Druckmaschinen in der Görresdruckerei gedruckt werden konnte. Am 21. April 1919 erschien schließlich die erste Ausgabe der Amaraoc News. Lag die Startauflage noch bei 10 000 Stück, konnte die Auflage bis Juni 1919 auf 63 000 Exemplare gesteigert werden. Als die amerikanischen Besatzungstruppen nach dem Abschluss des Versailler Vertrags radikal verkleinert wurden, fiel die Auflage bis 1920 auf 650 Exemplare täglich. Überlegungen zur Einstellung der Zeitung wurden angestellt, am 15. Juli 1919 sollte die letzte Ausgabe erscheinen. Da der neue kommandierende General Henry T. Allen die Zeitung jedoch als Informations- und Unterhaltungsmedium weiter betrieben wissen wollte, wurde die geplante Einstellung aufgeschoben und die Finanzierung der Zeitung neu geregelt.
Mit dem Abzug der letzten amerikanischen Soldaten am 24. Januar 1923 erschien dann schließlich die letzte Ausgabe der Zeitung.

## Auftrag und Inhalt
Die Amaroc News diente zur Information und Unterhaltung der Soldaten der Army of Occupation in der Koblenzer Besatzungszone. Neben der tagesaktuellen Berichterstattung aus aller Welt nahmen vor allem die Sportnachrichten einen großen Raum in der Zeitung ein. Tipps zur Freizeitgestaltung der Soldaten wie z. B. Ausflüge in die nähere Umgebung an Rhein und Mosel und dem Unterhaltungsangebot des Y.M.C.A. waren ebenso enthalten wie Anzeigen der lokalen Koblenzer Geschäfte. Neu für die Koblenzer Leserschaft waren die täglichen Comicstrips.
Die Zeitung war außerdem auch Forum für Briefe und Gedichte der Soldaten, die deren Sorgen und Anliegen widerspiegelten.
Viele Soldaten plagte das Heimweh und das Unverständnis für den Aufenthalt in Deutschland, obwohl der Krieg ja beendet war. Dies brachte z. B. ein Soldat in einem Beitrag vom 27. April 1919 auf den Punkt:
Ballad of a soldier

I want to go home, I want to go home,

We crossed the sea to fight Gemanee

The war is finished so what good are we?

We want to go home.

(Repeat until exhausted)
Aufgrund der Vielfältigkeit der Beiträge, auch mit lokalem Bezug, stellt die Amaroc News eine sehr gute Quelle für die amerikanische Besatzung im Rheinland nach dem Ersten Weltkrieg dar.